# Santa Maria del Coll
|  | Per a altres significats, vegeu «Mare de Déu del Coll». |

Santa Maria del Civit o Santa Maria del Coll és una església de Civit al municipi de Talavera (Segarra) inclosa a l'Inventari del Patrimoni Arquitectònic de Catalunya.

## Descripció
És l'església parroquial situada dalt del turó del poble de Civit i aïllada de qualsevol construcció. L'edifici se'ns presenta amb una sola nau amb volta apuntada, capelles laterals i un campanar de planta quadrada situat a la capçalera. La teula de la nau és doble vessant; i a un vessant en ambdues capelles laterals. El seu campanar té una teulada a quatre vessants i presenta obertures d'ulls a totes les cares, destacant però, un treball més acurat, a la cara que dona a la façana principal de l'església, amb obertura de doble ull d'arc de mig punt. L'accés a l'interior de l'església es fa a partir d'un porxo construït recentment, dins del qual es troba la seva porta d'accés. Aquesta porta presenta estructura d'arc de mig punt adovellat. Tota aquesta estructura que s'anteposa a l'edifici ve precedida per un camí, delimitat ambdós costats per murs, on hi ha integrades, en forma de decoració, dues esteles funeràries, molt erosionades.

## Història
L'existència del lloc de Civit es documenta l'any 1051, quan Alemany Hug de Cervelló cedí un alou a l'indret d'"ipsa vid" al comtat de Manresa, dins el terme del castell d'Aguiló a un grup de dotze famílies.
Una de les primeres mencions de l'església de Civit data de 1110, en una deixa testamentària d'Ermessèn a Santa Maria de Civit. Posteriorment aquesta parròquia consta en la visita pastoral de 1331.
El bisbe de Vic visità la parròquia l'any 1685; en aquest moment n'era sufragània l'església de Santa Creu de Pavia.
L'església es mantingué dins el bisbat de Vic fins a l'any 1957, que fou agregada a la diòcesi de Solsona, conjuntament amb bona part de les parròquies veïnes. Actualment, aquest edifici no conserva cap element del primitiu temple romànic i ha estat molt remodelat al llarg del temps.